# 2012 FNS歌謡祭
『2012 FNS歌謡祭』（2012 エフエヌエスかようさい）は、フジテレビ系列で2012年12月5日 19:00 - 23:18（JST）に生放送（テレビ大分では12月9日13:00 - 17:20（JST）に放送）された通算41回目の『FNS歌謡祭』。

## 概要
第25回（1996年） - 第33回（2004年）まで司会者として、第34回（2005年） - 前回まで進行役として番組に携わった川端健嗣（当時・フジテレビアナウンサー）は降板。加えて今回から2年間は進行役が設けられていない。2年後の第43回（2014年）に派生番組『FNSうたの夏まつり』で草彅と共に司会を担当している加藤綾子（当時・フジテレビアナウンサー）が起用される形で復活。
テーマは前回に引き続き「最強のコラボレーション」である。
K-POPアーティストは一切出演しなかった。
放送当日の『森田一義アワー 笑っていいとも!』では、タカ（タカアンドトシ）と本田朋子（当時・フジテレビアナウンサー）のMCで「2012 FNSタ歌（カ）謡祭」というパロディー企画が行われた。これは1980年代 - 1990年代前半にヒットした曲を歌手自身が生歌唱する内容だったが、CM前後のジングル（作曲：広瀬健次郎）などのは本家のものがそのまま使用された。また「テレフォンショッキング」では本番組に出演する槇原敬之が登場した。
今回はCM後のジングルが従来より若干短かった。
視聴率は平均18.3%だったが、2012年民放音楽番組最高視聴率を記録した。瞬間最高は22.8%（22:47）だった。瞬間最高視聴率は山下智久の「愛、テキサス」歌唱時。
演歌・歌謡曲勢は氷川きよしと香西かおりの2人のみに留められた。

## 当日のステージ
今回のステージで最多出演者は、安全地帯の玉置浩二であり、5曲に参加している。 
SMAPがトップバッターで「SHAKE」、大トリで「gift」を披露。
2007年から芸能活動を休業していた華原朋美が5年ぶりに当番組で芸能界復帰して活動再開。宮本笑里とのコラボレーションで自身の最大ヒット曲「I'm proud」を披露。なお、当番組にはかつての華原のプロデューサーで交際していた小室哲哉も出演（この年の放送では華原と小室の共演はなし）。また、翌年の当番組では、華原と小室の15年ぶりの共演が実現した。
石川ひとみが柏木由紀（AKB48）との共演で「まちぶせ」を披露。柏木は憧れている所属事務所のかつての先輩でもある石川との共演に「緊張で倒れそうだった」と語った。
とんねるずは『FNS歌謡祭』の出演が、『'94 FNS歌謡祭』以来の18年ぶりとなった。
ジャニーズ事務所からは近藤真彦、SMAP、TOKIO、V6、KinKi Kids、嵐、山下智久、テゴマス、Hey! Say! JUMP、Kis-My-Ft2、Sexy Zoneの11組が出演した。また、山下智久、テゴマスは『FNS歌謡祭』に初出演となった。
今年は、ジャニーズ事務所の山下智久、テゴマスも含め、綾小路翔、いきものがかり、石川ひとみ、大橋トリオ、加藤ミリヤ、小池徹平、香西かおり、ゴールデンボンバー、黒色すみれ、シェネル、柴咲コウ、清水翔太、舘ひろし、玉置浩二、デーモン閣下、夏木マリ、乃木坂46、野村義男、藤井フミヤ、プリンセス プリンセス、松坂慶子、水樹奈々、雅-MIYAVI-、持田香織、ももいろクローバーZの25組のアーティストが『FNS歌謡祭』に初出演した。
『FNS歌謡祭』初出演となるももいろクローバーZは他の共演者とともにLOVE PSYCHEDELICOの「ハッピー・クリスマス（戦争は終った）」に参加した際、カメラに背を向けて自身の初出場が決まっていた『第63回NHK紅白歌合戦』との文字が入ったマントを見せた。この行為にはネット上で驚きの声もあったが、理解する声が多数を占めた。同グループはmiwaの「ヒカリヘ」歌唱時のバックダンサー・コーラスを担当したが、持ち歌の披露はなかった。
全79曲中59曲がコラボレーション（共演）で披露された。
AKB48の篠田麻里子・板野友美にとって最後の『FNS歌謡祭』の出演となった。

## 出演者

### 司会
- 草彅剛（SMAP）
- 高島彩（フリーアナウンサー）

### 出演アーティスト
- 相川七瀬
- 浅倉大介
- 綾小路翔（気志團）
- 嵐
- 安全地帯
- E-Girls
- いきものがかり
- 石井竜也
- 石川ひとみ
- VOJA
- AKB48
- SKE48
- EXILE
- EXILE ATSUSHI
- 大橋トリオ
- 押尾コータロー
- 加藤ミリヤ
- 華原朋美
- Kis-My-Ft2
- KinKi Kids
- 久保田利伸
- 倉木麻衣
- 小池徹平（WaT）
- 香西かおり
- 倖田來未
- 郷ひろみ
- ゴールデンボンバー
- 黒色すみれ
- ゴスペラーズ
- コブクロ
- 小室哲哉
- 小柳ゆき
- 近藤真彦
- さだまさし
- 三代目 J Soul Brothers from EXILE TRIBE[注 16]
- THE ALFEE
- シェネル
- 柴咲コウ
- 清水翔太
- JUJU
- スキマスイッチ
- 鈴木雅之
- SMAP
- Sexy Zone
- 武田真治
- 舘ひろし
- 谷村新司
- 玉置浩二
- TRF
- T.M.Revolution
- デーモン閣下
- テゴマス
- TOKIO
- 德永英明
- とんねるず
- 中川翔子
- 夏木マリ
- 西野カナ
- 乃木坂46
- 野村義男
- 花井悠希
- 浜崎あゆみ
- 氷川きよし
- 平井堅
- V6
- 藤井フミヤ
- プリンセス プリンセス
- Hey! Say! JUMP
- 堀内孝雄
- 槇原敬之
- 松坂慶子
- 松下奈緒
- 水樹奈々
- Mr.Children
- 雅-MIYAVI-
- 宮本笑里
- miwa
- 持田香織（Every Little Thing）
- ももいろクローバーZ
- 森高千里
- 山下智久
- YUI
- 由紀さおり
- ゆず
- 横山剣
- LOVE PSYCHEDELICO
- 和田アキ子
- 渡瀬マキ（LINDBERG）

太文字は当年のNHK『第63回NHK紅白歌合戦』にも出場した歌手である。

### ゲスト
- 小倉智昭 - 『とくダネ!』MC、特別観覧ゲストとして出演。
- 天海祐希、香里奈、菅野美穂
- 深田恭子、吉田沙保里

### 音楽・演奏
- 武部聡志音楽団

## セットリスト
| 順番 | アーティスト                       | 楽曲                                                  |
| ---- | ---------------------------------- | ----------------------------------------------------- |
| 1    | SMAP                               | SHAKE (1996)                                          |
| 2    | 谷村新司×堀内孝雄×小池徹平         | 冬の稲妻 (1977/アリス)                                |
| 3    | 渡瀬マキ×中川翔子                  | 今すぐKiss Me (1990/LINDBERG)                         |
| 4    | 倖田來未×宮本笑里                  | 愛のうた (2007/倖田來未)                              |
| 5    | TOKIO×横山剣                       | 羽田空港の奇跡 (TOKIO)                                |
| 6    | シェネル×倉木麻衣                  | ビリーヴ (シェネル)                                   |
| 7    | SKE48                              | キスだって左利き                                      |
| 8    | さだまさし×鈴木雅之                | 道化師のソネット (1980/さだまさし)                    |
| 9    | さだまさし×水樹奈々                | 秋桜 (1977/山口百恵)                                  |
| 10   | 石川ひとみ×柏木由紀(AKB48)         | まちぶせ (1976/三木聖子)                              |
| 11   | Sexy Zone                          | Sexy Summerに雪が降る                                 |
| 12   | 乃木坂46                           | おいでシャンプー                                      |
| 13   | miwa×ももいろクローバーZ           | ヒカリヘ (miwa)                                       |
| 14   | EXILE×槇原敬之                     | Choo Choo TRAIN (1991/ZOO)                            |
| 15   | 近藤真彦×綾小路翔                  | ハイティーン☆ブギ (1982/近藤真彦)                     |
| 16   | ゴールデンボンバー×郷ひろみ×SKE48  | 女々しくて (2009/ゴールデンボンバー)                  |
| 17   | T.M.Revolution×浅倉大介×AKB48      | WHITE BREATH (1997/T.M.Revolution)                    |
| 18   | ゆず×松下奈緒                      | with you (ゆず)                                       |
| 19   | 槇原敬之×持田香織                  | 冬がはじまるよ (1991/槇原敬之)                        |
| 20   | TRF×倖田來未×小室哲哉              | 寒い夜だから… (1993/trf)                              |
| 21   | 森高千里×渡瀬マキ                  | 私がオバさんになっても (1992/森高千里)                |
| 22   | 嵐                                 | Face Down                                             |
| 23   | スキマスイッチ×テゴマス×小池徹平   | 全力少年 (2005/スキマスイッチ)                        |
| 24   | EXILE                              | Rising Sun (2011)                                     |
| 25   | YUI×押尾コータロー                 | CHE.R.RY 〜Bossa Version〜 (2007/YUI)                 |
| 26   | AKB48                              | GIVE ME FIVE!                                         |
| 27   | AKB48                              | 永遠プレッシャー                                      |
| 28   | 柴咲コウ×德永英明                  | 月のしずく (2003/RUI)                                 |
| 29   | プリンセス プリンセス              | 19 GROWING UP-ode to my buddy- (1988)                 |
| 30   | プリンセス プリンセス              | Diamonds＜ダイヤモンド＞ (1989)                       |
| 31   | 久保田利伸×三代目 J Soul Brothers  | Bring me up! (久保田利伸)                             |
| 32   | 由紀さおり×黒色すみれ              | 夜明けのスキャット (1969/由紀さおり)                  |
| 33   | 石井竜也×倖田來未                  | Shake Hip! (1986/米米CLUB)                            |
| 34   | 安全地帯×徳永英明                  | じれったい (1987/安全地帯)                            |
| 35   | 安全地帯×ATSUSHI(EXILE)            | ワインレッドの心 (1983/安全地帯)                      |
| 36   | 石井竜也×倉木麻衣                  | 君がいるだけで (1992/米米CLUB)                        |
| 37   | 安全地帯×氷川きよし                | 夏の終りのハーモニー (1986/井上陽水・安全地帯)        |
| 38   | 華原朋美×宮本笑里                  | I'm proud (1996/華原朋美)                             |
| 39   | 小柳ゆき×デーモン閣下              | 愛情 (2000/小柳ゆき)                                  |
| 40   | 嵐                                 | ワイルド アット ハート                                |
| 41   | 平井堅×YUI                         | やさしさに包まれたなら (1974/荒井由実)                |
| 42   | 森高千里×武田真治                  | 二人は恋人 (1995/森高千里)                            |
| 43   | Mr.Children                        | Marshmallow day                                       |
| 44   | ゴスペラーズ×テゴマス              | ひとり (2001/ゴスペラーズ)                            |
| 45   | THE ALFEE×浅倉大介                 | 星空のディスタンス (1984/ALFEE)                       |
| 46   | 加藤ミリヤ×清水翔太                | Aitai (加藤ミリヤ)                                    |
| 47   | Hey! Say! JUMP                     | SUPER DELICATE                                        |
| 48   | コブクロ                           | 紙飛行機                                              |
| 49   | The MONSTERS                       | MONSTERS                                              |
| 50   | 西野カナ×宮本笑里                  | たとえ どんなに… (2011/西野カナ)                      |
| 51   | 郷ひろみ×AKB48                     | 2億4千万の瞳 -エキゾチック・ジャパン- (1984/郷ひろみ) |
| 52   | 德永英明×氷川きよし×ゴスペラーズ   | 恋の季節 (1968/ピンキーとキラーズ)                    |
| 53   | 郷ひろみ×E-Girls                   | How many いい顔 (1980/郷ひろみ)                       |
| 54   | 鈴木雅之×ゴスペラーズ              | ハリケーン (1981/シャネルズ)                          |
| 55   | 舘ひろし×近藤真彦                  | 嵐を呼ぶ男 (1958/石原裕次郎)                          |
| 56   | 郷ひろみ×NESMITH・SHOKICHI(EXILE)  | GOLDFINGER '99 (1999/郷ひろみ)                        |
| 57   | 夏木マリ×倖田來未                  | 絹の靴下 (1973/夏木マリ)                              |
| 58   | 松坂慶子×JUJU                      | 愛の水中花 (1979/松坂慶子)                            |
| 59   | 和田アキ子×雅-MIYAVI-              | 古い日記 (1974/和田アキ子)                            |
| 60   | JUJU×TAKAHIRO(EXILE)               | やさしさで溢れるように (2009/JUJU)                    |
| 61   | 相川七瀬×水樹奈々                  | 夢見る少女じゃいられない (1995/相川七瀬)              |
| 62   | いきものがかり                     | 風が吹いている                                        |
| 63   | とんねるず×武田真治                | 情けねえ (1991/とんねるず)                            |
| 64   | 藤井フミヤ×スキマスイッチ×花井悠希 | Another Orion (1996/藤井フミヤ)                       |
| 65   | 玉置浩二×V6×雅-MIYAVI-             | 愛なんだ (1997/V6)                                    |
| 66   | YUI×miwa                           | Good-bye days (2006/YUI for 雨音薫)                   |
| 67   | 平井堅×大橋トリオ                  | 告白 (平井堅)                                         |
| 68   | EXILE ATSUSHI                      | MELROSE 〜愛さない約束〜                              |
| 69   | Kis-My-Ft2                         | アイノビート                                          |
| 70   | 柴咲コウ×花井悠希                  | My Perfect Blue (柴咲コウ)                            |
| 71   | KinKi Kids×堂本ブラザーズバンド    | Anniversary (2004/KinKi Kids)                         |
| 72   | 三代目 J Soul Brothers             | Go my way                                             |
| 73   | 山下智久×押尾コータロー            | 愛、テキサス (山下智久)                               |
| 74   | 玉置浩二×香西かおり                | 無言坂 (1993/香西かおり)                              |
| 75   | Mr.Children                        | 常套句                                                |
| 76   | LOVE PSYCHEDELICO×VOJA             | Happy Xmas(War Is Over) (1971/ジョン・レノン)         |
| 77   | 近藤真彦×TOKIO×KinKi Kids×テゴマス | Let's Go! (近藤真彦)                                  |
| 78   | 浜崎あゆみ×野村義男                | SEASONS (2000/浜崎あゆみ)                             |
| 79   | SMAP×VOJA                          | gift (SMAP)                                           |

## スタッフ
- 制作：港浩一
- 音楽：武部聡志
- 構成：山内浩嗣
- 美術プロデューサー：塩入隆史、楫野淳司
- デザイン：YUKIE WICKSON（越野幸栄）
- アシスタントデザイナー：邨山直也
- 美術進行：鈴木真吾、内山高太郎、西嶋友里
- 大道具：引馬幹晴、山井勝人、松尾茂毅、篠本匡介
- アートフレーム：三浦文裕
- 電飾：久光義紀、渡辺信一
- アクリル装飾：永山淳
- 特殊装置：樋口真樹
- 視覚効果：小熊雅樹
- メイク：久保田裕子
- 楽器：島津哲也（サンフォニックス）
- LED：石野創太、宇佐美良（東京チューブ）
- 技術プロデューサー／カメラ：米山和孝
- SW：障子川雅則
- 音声：太田宗孝
- 映像：平洋太
- 照明デザイン：植松晃一
- 照明：安達浩也（PRGアジア）、中村貞敏・奥山大介（共にFLT）
- 音響：松田勝治（サンフォニックス）
- クレーン：明光セレクト、三和プロライト、SIS
- 中継技術：永野進
- 音響効果：中田圭三・若月正幸（共に4-Legs）
- 編集：財城敬（IMAGICA）
- MA：石川英男（IMAGICA）
- CG：古畑志展（mosutec）、松本幸也（orb）、渡辺之雄
- 音楽コーディネート：吉田奈生、長尾綾子
- 振付：カーニバル三浦、JUN
- 編成：永竹里早
- 広報：加藤麻衣子
- 運営：椎名貴一（CELL 現:ドワンゴコンテンツ）
- webマスター：鬼熊陽一郎
- TK：石原由季、平野美紀子
- 送出ディレクター：塩谷亮
- 中継ディレクター：松永健太郎
- respects：石田弘
- プロデューサー：冨田哲朗、黒木彰一、石川綾一、山本布美江
- 制作プロデューサー：土田芳美、宇賀神裕子
- アシスタントプロデューサー：加藤万貴、福井倫子
- アドバイザー：板谷栄司[注 22]
- アシスタントディレクター：島田和正
- フロアディレクター：大野悟、後藤夏美
- チーフプロデューサー：きくち伸
- 演出：浜崎綾[注 23]
- 技術協力：八峯テレビ、共同テレビジョン、サンフォニックス、田中電設、共立、日本テックトラスト、三穂電機、KDDI、FLT、PRG
- 協力：グランドプリンスホテル新高輪、ハーフトーンミュージック、イースト・エンタテインメント
- 制作：フジテレビバラエティ制作センター／音組
- 制作著作：フジテレビ